# Aire d'attraction de Bormes-les-Mimosas
L'aire d'attraction de Bormes-les-Mimosas est un zonage d'étude défini par l'Insee pour caractériser l’influence de la commune de Bormes-les-Mimosas sur les communes environnantes.

### Carte

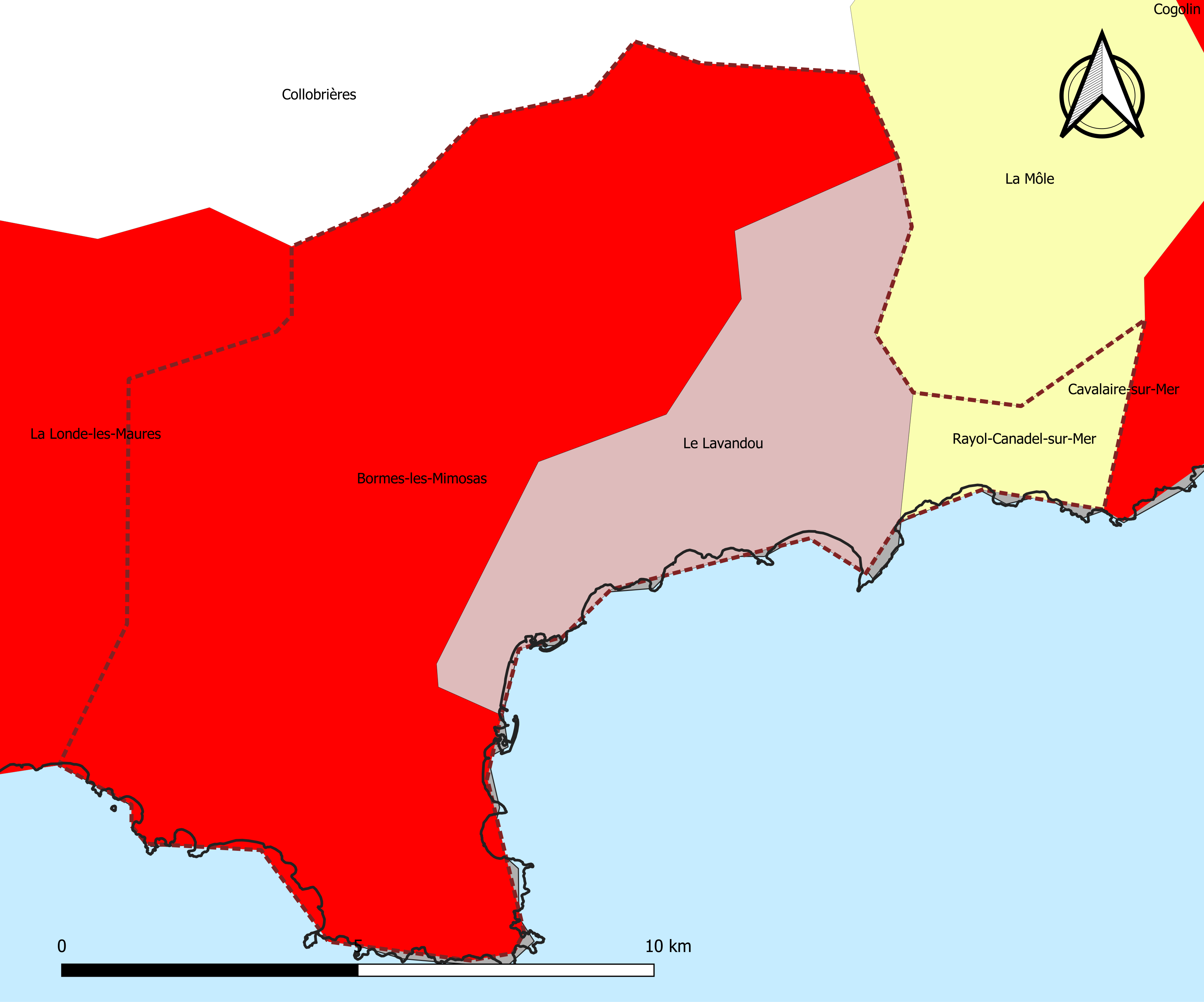
Carte de l'aire d'attraction de Bormes-les-Mimosas.
Commune-centre
Commune du pôle principal
Commune de la couronne

## Définition
L'aire d'attraction d'une ville est composée d’un pôle, défini à partir de critères de population et d’emploi ainsi que d’une couronne constituée des communes dont au moins 15 % des actifs travaillent dans le pôle. Le pôle d’attraction constitue ainsi un point de convergence des déplacements domicile-travail,.

## Géographie
L’aire d'attraction de Bormes-les-Mimosas est une aire intra-départementale qui comporte 3 communes dans le Var. 

### Composition communale
| Nom                                 | Code Insee | Département | Statut                    | Superficie (km2) | Population (dernière pop. légale) | Densité (hab./km2) | Modifier                                    |
| ----------------------------------- | ---------- | ----------- | ------------------------- | ---------------- | --------------------------------- | ------------------ | ------------------------------------------- |
| Bormes-les-Mimosas (commune-centre) | 83019      | Var         | commune-centre            | 97,32            | 8 361 (2022)                      | 86                 | modifier les données · modifier les données |
| Le Lavandou                         | 83070      | Var         | commune du pôle principal | 29,65            | 6 431 (2022)                      | 217                | modifier les données · modifier les données |
| Rayol-Canadel-sur-Mer               | 83152      | Var         | commune de la couronne    | 6,83             | 644 (2022)                        | 94                 | modifier les données · modifier les données |

## Démographie
Cette aire est catégorisée dans les aires de moins de 50 000 habitants, une catégorie qui regroupe 12,2 % de la population au niveau national,.